# Mississippis flagga

Mississippis tidigare flagga

USA:s flagga användes i Mississippi vid officiella sammanhang tills en ny flagga antogs.

Mississippis flagga, även känd som Magnoliaflaggan, antogs 2020, och ersatte den tidigare flaggan som antagits 1894. 
Den tidigare flaggan, som ersatt en design från 1861 (vilken liksom den nuvarande kallades Magnoliaflaggan), innehöll i det övre vänstra hörnet Amerikas konfedererade staters slagfältsflagga, ovanför den franska flaggans färger, för att symbolisera det franska inflytande som rådde när området var en fransk koloni. År 2001 genomfördes en omröstning av nordamerikanska vexillologiska föreningen. Då placerades Mississippis flagga som 22:a i design av de 72 kanadensiska provinsernas, amerikanska delstaternas och amerikanska territoriernas flaggor.

I samband med Black Lives Matter-protesterna 2020 efter George Floyds död avskaffade Mississippis guvernör Tate Reeves flaggan, och det beslutades att en ny flaggdesign skulle föreslås senare samma år.. I samband med valet 2020 antogs den nya flaggan, kallad Magnoliaflaggan